# Marcus Stoinis
Marcus Peter Stoinis (* 16. August 1989 in Perth, Australien) ist ein australischer Cricketspieler, der seit 2015 für die australische Nationalmannschaft spielt.

## Kindheit und Ausbildung
Stoinis spielte in den Jugendmannschaften von Western Australia und nahm an der ICC U19-Cricket-Weltmeisterschaft 2008 teil. Im Jahr 2009 gab er sein Debüt für Western Australia auf der nationalen Ebene.

## Aktive Karriere

### Anfänge in der Nationalmannschaft
Nachdem es ihm zunächst nicht gelang sich bei Western Australia zu etablieren, ging er im Jahr 2012 nach England, um dort Club-Cricket zu spielen. Bei seiner Rückkehr wechselte er nach Victoria und konnte dort Aufmerksamkeit erregen, unter anderem als er für das siegreiche Team von Victoria beim Sheffield Shield 2014/15 die meisten Runs erzielte. Sein Debüt in der Nationalmannschaft im ODI- und Twenty20-Cricket gab er bei der Tour in England 2015. Jedoch konnte er dabei nicht überzeugen und wurde zunächst nicht mehr berücksichtigt. In der Indian Premier League 2016 wurde er für die Kings XI Punjab gedraftet. Im Januar 2017 kam er zurück ins Nationalteam und konnte bei der Tour in Neuseeland im ersten ODI ein Century über 146* Runs aus 117 Bällen am Schlag und 3 Wickets für 49 Runs als Bowler erreichen, wofür er als Spieler des Spiels ausgezeichnet wurde.
Die Saison 2017/18 begann mit einer Tour in Indien, bei der er auch wieder ins Twenty20-Team zurückkam und er ein Half-Century über 62* Runs erreichte. Bei der folgenden Tour gegen England konnte er drei Fifties erzielen (60, 56 und 87 Runs). In der Saison 2018/19 konnte er ein Half-Century gegen Südafrika (63 Runs) und ein weiteres in Indien (52 Runs) erreichen. Beim Cricket World Cup 2019 zog er sich eine Zerrung zu und fiel zwei Spiele aus. In den verbliebenen Spielen konnte er am Schlag und mit dem Ball zwar konstante Leistungen zeigen, ragte jedoch nicht heraus. Bei der Tour in Neuseeland im Februar 2021 konnte er im zweiten Twenty20 ein Fifty über 78 Runs erreichen. Beim ICC Men’s T20 World Cup 2021 konnte er seine beste Leistung im Halbfinale gegen Pakistan erreichen, als ihm 40* Runs gelangen und er so zusammen mit Matthew Wade den Finaleinzug sicherte.

### Feste Größe im Nationalteam
Im Sommer 2022 erlitt er eine Bauchmuskelverletzung und musste die Tour in Sri Lanka abbrechen. auch in der folge litt er immer wieder an der Verletzung und verpasste mehrere Spiele. Im Oktober 2022 erreichte er in der Vorbereitung zur Weltmeisterschaft gegen England 3 Wickets für 34 Runs. Beim ICC Men’s T20 World Cup 2022 selbst konnte er dann gegen Sri Lanka ein Fifty über 59* Runs in nur 18 Bällen erzielen und wurde dafür als Spieler des Spiels ausgezeichnet. Im August 2023 erreichte er in der Twenty20-Serie in Südafrika drei Wickets (3/18). Daraufhin folgte die Nominierung für den Cricket World Cup 2023, wo ihm unter anderem zwei Wickets (2/40) gegen Pakistan und 35 Runs gegen England gelangen. Im Februar 2024 erreichte er 3 Wickets für 36 Runs in den Twenty20s gegen die West Indies. Kurz darauf verletzte er sich am Rücken und musste abermals aussetzen.